# Go-Kōmyō Tennō
Go-Kōmyō Tennō (後光明天皇?) (20 de abril de 1633 - 30 de octubre de 1654) fue el 110° emperador de Japón, de acuerdo al orden tradicional de sucesión. Reinó del 14 de noviembre de 1643 hasta el 30 de octubre de 1654.
Este soberano del siglo XVII lleva el nombre del emperador Kōmyō del período Nanbokuchō del siglo XIV - (後), se traduce como más tarde, y por lo tanto, podría llamarse el "Emperador Kōmyō posterior". La palabra japonesa go también se ha traducido para significar la segunda, y en algunas fuentes más antiguas, este emperador puede ser identificado como "Kōmyō, el segundo" o como Kōmyō II ".

## Genealogía
Antes del ascenso de Go-Kōmyō al Trono del Crisantemo, su nombre personal (su imina) era Tsuguhito (紹 仁); y su título de preadhesión era Suga-no-miya (素 鵞 宮).
Era el cuarto hijo del Emperador Go-Mizunoo. Su madre era la hija del Ministro de la Izquierda; pero fue criado como si fuera el hijo de Tōfuku-mon'in. Su predecesora, la emperatriz Meishō, era su media hermana paterna mayor. La Emperatriz Meishō era su hermana mayor por una madre diferente.
La familia imperial de Go-Kōmyō vivía con él en el Dairi del Palacio Heian. Su familia incluía solo una hija y ningún hijo:
- Princesa Niwata Hideko ?? (庭田秀子)
  - Primera hija: Princesa ?? (孝子内親王)

## Vida

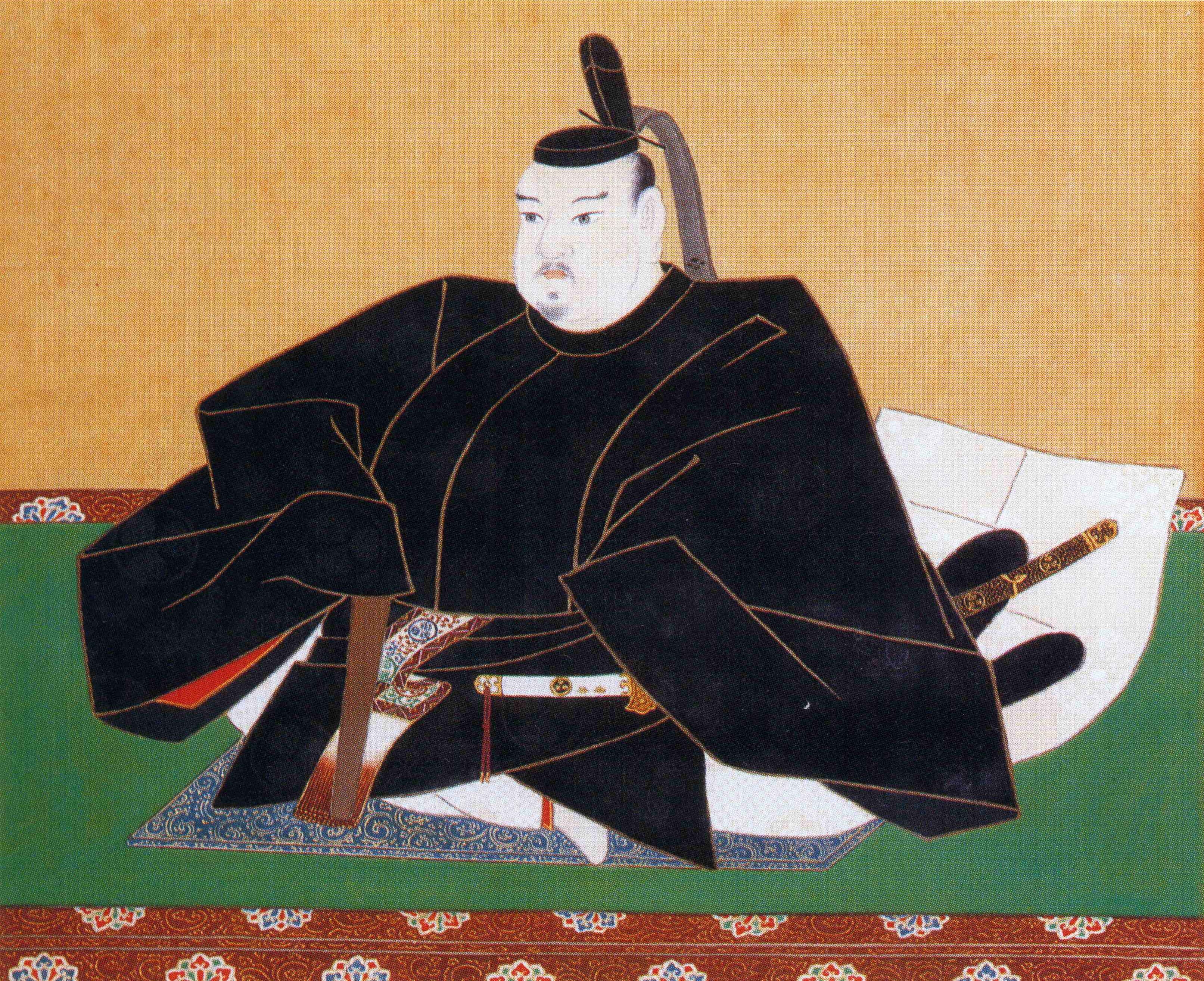
Tokugawa Iemitsu, Shogun del Shogunato Tokugawa

Se convirtió en príncipe heredero en Kan'en (1642). En el año siguiente, se convirtió en emperador después de la abdicación de su hermana mayor, la Emperatriz Meishō. Poco después, se considera que el Emperador Go-Kōmyō ha accedido al trono (sokui). Su reinado corresponde al de los Shōgun Tokugawa Iemitsu y Tokugawa Ietsuna. Expresó oposición al shogunato Tokugawa con su naturaleza violenta.
- 20 de abril de 1633: nace el príncipe imperial que será conocido por el nombre póstumo de Go-Kōmyō-tennō.[7]
- 1641 (Kan'ei 19): el príncipe Tsuguhito fue nombrado heredero; y le dieron el título de Príncipe Heredero.
- 1643 (Kan'ei 20, 29º día del noveno mes): la emperatriz cedió su trono a su hermano abdicando; y la sucesión (senso) fue recibida por su hermano menor.[4]
- 14 de noviembre de 1643 (Kan'ei 20, tercer día del décimo mes): Go-Kōmyō aceptó el título; y se dice que accedió al trono (sokui). Tenía 11 años.[5] Se considera que su reinado comenzó.
- 1645 (Shōhō 2, día 23 del cuarto mes): el shōgun fue elevado al rango de sadaijin.[4]
- 1649 (Keian 2, vigésimo día del segundo mes): Hubo un gran terremoto en Edo.[4]

- 1651 (Keian 4): Tokugawa Ietsuna fue proclamado shōgun.[4]

- 1652 (Keian 5, 5.º mes): El Nihon Ōdai Ichiran se publica por primera vez en Kioto bajo el patrocinio del tairō Sakai Tadakatsu, señor del dominio de Obama de la provincia de Wakasa.[4]

- 1653 (Jōō 2, día 12 del octavo mes): un incendio violento destruyó una gran parte del palacio imperial y muchos templos que estaban cerca. Poco después, varias niñas, de entre 12 y 14 años, fueron encarceladas por incendio provocado por este incendio y otros incendios en Kioto.[4]
- 1654 (Jōō 3, 6.º día del 7.º mes): Ingen, un sacerdote budista que finalmente se volvería muy influyente, llegó a Nagasaki desde China. Su intención era reformar la práctica del budismo en Japón.[4]

### Muerte

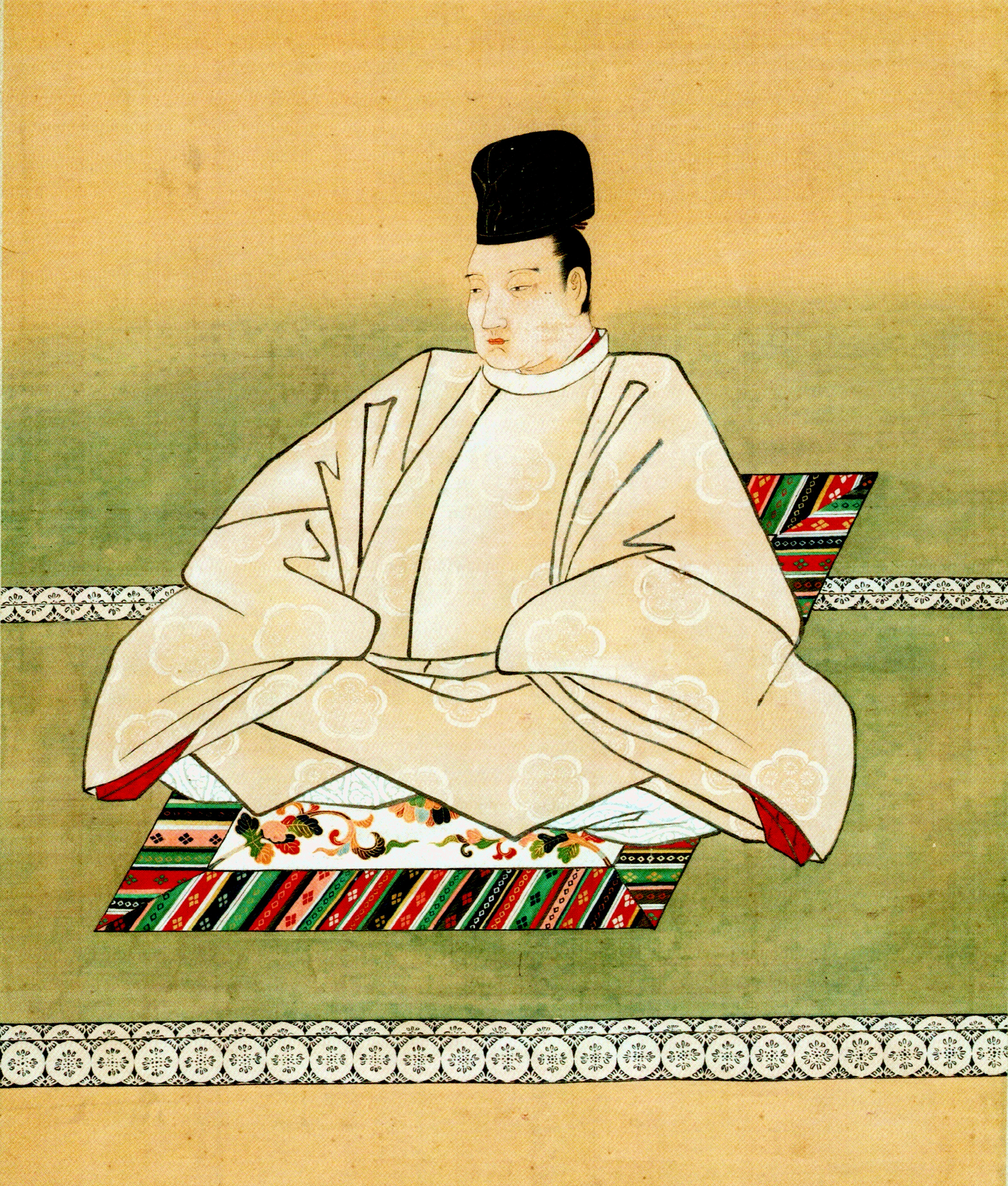
Emperador Go-Sai, sucesor de Go-Komyo Tenno

En 1654, murió de viruela. Su muerte repentina condujo a rumores que fue envenenado. Go-Kōmyō se encuentra enterrado entre los emperadores que están consagrados en el mausoleo imperial, Tsuki no wa no misasagi, en Sennyū-ji en Higashiyama-ku, Kioto. También están consagrados los predecesores inmediatos de Go-Kōmyō, el emperador Go-Mizunoo y la emperatriz Meishō. Los sucesores imperiales inmediatos de Go-Kōmyō también se conmemoran en este misasagi, incluidos Go-Sai, Reigen, Higashiyama, Nakamikado, Sakuramachi, Momozono, Go-Sakuramachi y Go-Momozono.

## Eras de su reinado
Los años del reinado de Go-Kōmyō se identifican más específicamente por más de un nombre de era o nengō.
- Kan'ei
- Shōhō
- Keian
- Jōō